# Lei penal temporária
A lei penal excepcional ou temporária, conforme o Código Penal Brasileiro, é aquela em que, embora decorrido o período de sua duração ou cessadas as circunstâncias que a determinaram, aplica-se ao fato praticado durante sua vigência. Ou seja, um crime praticado durante sua vigência será julgado conforme seu texto e não conforme as leis correntes.
Consideram-se:
- leis temporárias: aquelas que possuem vigência previamente fixada pelo legislador;
- leis excepcionais: aquelas que vigem durante situações de emergência.

Essas espécies de lei têm ultra-atividade, ou seja, aplicam-se ao fato cometido sob o seu império, mesmo depois de revogadas pelo decurso do tempo ou pela superação do estado excepcional.
No direito penal, existe o chamado princípio da irretroatividade da lei, salvo para beneficiar o réu. Isso significa que, se alguém comete um crime que tem uma pena X e lei posterior torna a pena para esse crime mais branda ou descriminaliza o fato, o réu será julgado pela lei posterior. Da mesma forma, se ele comete um fato que lei posterior vem a tornar crime mais grave, será julgado pela lei antiga, de forma que terá sempre o benefício da lei que lhe é mais favorável.
A lei temporária é a exceção a essa regra, pois, se assim não fosse, não teria a eficácia esperada, já que nesse caso os agentes saberiam que seriam beneficiados de qualquer forma pelo fim de sua vigência.
Exemplo: É criada uma lei temporária que define como crime fumar cigarro por 30 dias. Passam-se os 30 dias e a vigência dessa lei termina. As pessoas que fumaram no tempo da vigência da lei responderão pelo crime.